# Јован Ристић (редитељ)
Јован Ристић Рица (Београд, 2. април 1939 — Београд, 12. октобар 2013) био је српски и југословенски позоришни и телевизијски редитељ.

## Биографија
Рођен је у Београду 2. априла 1939. године. Школовао се у Београду где је матурирао у III мушкој гимназији, потом је дипломирао режију на Академији за позориште, филм, радио и телевизију, у класи професора Вјекослава Афрића. 
Био је свестрани колекционар и један од наших најзначајнијих филателиста, добитник златних медаља и комесар српских поставки на међународним изложбама. Захваљујући његовим идејама и упорности добили смо дивне серије поштанских марака посвећених глумцима и редитељима.
Умро је после краће болести у родном Београду, 12. октобра 2013. у 74. години.
Они који су га познавали кажу да је умео да буде “тежак, искључив, понекад и на своју штету. Уметник у стицању непријатеља али и пријатеља, а тако добар, топао и нежан човек ...“

## Каријера

### Позориште
Он оснива низ камерних театара: ДАДОВ, затим Театар Лево, Кабаре Степенице, Кабаре Комарац, као и Позориште игралиште са Радомиром Стевићем Расом. Постаје асистент Бојана Ступице, прати га у стопу обузет његовим поступцима, покушава мало и да личи на њега, па Трифковића режира унатрашке, и постаје ексцентрични боем о чијим испадима бруји тадашња београдска “штрафта”. У театру и почиње његова каријера. Режирао је у мостарском и београдском Народном позоришту, Атељеу 212, Савременом позоришту, Српском народном позоришту у Новом Саду и Театру “Гавела” у Загребу.

### Телевизија
На телевизију долази 1966. као редитељ серије “Концерт за луди млади свет”, конципира прве музичке спотове Елипса и Силуета, потом се у субверзивном мјузиклу “Наше приредбе” критички поиграва са осетљивим друштвеним парадоксима, режира “Дивље године”, “Мокрањчеве дане”, “Повратак џезу”, “Било па прошло”, “Седам плус Седам”, “Мало ја, мало ти”.
Он је режирао први Здравков концерт на Маракани, а потом и филм “Пјевам дању, пјевам ноћу”. Води ауторски тим “Недељног поподнева" и “Игара без граница”. Један је од оснивача Другог програма Телевизије Београд, у којој је провео 48 година као редитељ, уредник и аутор емисија.
Упоредо ради за италијанске (РАИ), немачке (ЗДФ), румунске, бугарске, мађарске, совјетске и португалске телевизијске куће. Учествује на фестивалима у Варшави, Даблину, Москви, Барселони, Бледу, Порторожу и другим градовима широм бивше Југославије, освајајући више од двадесет важних награда међу којима и Златну ружу Монтреа 1979.
Режирао је око 2.500 ТВ емисија, два филма, педесетак позоришних представа, спотове, 3.000 манифестација међу којима и осам слетова за Јосипа Броза Тита.
Ристић се такмичио на фестивалима у Варшави, Даблину, Москви.
Добитник је више домаћих и страних награда.

## Одабрана театрографија
| Бр. | Назив представе            | Премијера | Редитељ                    | Писац/Адаптација                                                           |
| --- | -------------------------- | --------- | -------------------------- | -------------------------------------------------------------------------- |
| 1   | Доживљаји малог Ђокице     | 1959      | Зоран Ратковић             | Јован Ристић Михаило Тошић                                                 |
| 2   | Чудан свет једног дневника | 1962      | Јован Ристић               | Јован Ристић                                                               |
| 3   | Гладни                     | 1962      | Јован Ристић               | Виљем Саројан                                                              |
| 4   | Барбара                    | 1962      | Јован Ристић               | Жак Превер                                                                 |
| 5   | Фатаморгана                | 1962      | Јован Ристић               | Богомир Мршуља                                                             |
| 6   | Рецитал светске лирике     | 1962      | Јован Риситић              | Јован Ристић                                                               |
| 7   | Процес број два            | 1963      | Јован Ристић               | Милован Илић                                                               |
| 8   | Хајде да се играмо         | 1964      | Јован Ристић Михаило Тошић | Б. Црнчевић, Д. Радовић, М. Данојлић, С. Раичковић, Д. Лукић, В. Булатовић |
| 9   | Дани двадесетог октобра    | 1964      | Јован Ристић               | Г. Тартаља, М. Алечковић, Д. Максимовић, М. Павловић                       |
| 10  | Матеја                     | 1964      | Јован Ристић               | Миодраг Илић                                                               |
| 11  | Поезија Жака Превера       | 1964      | Јован Ристић               | Жак Превер                                                                 |
| 12  | Славље једне успомене      | 1964      | Јован Ристић               | Драган Алексић                                                             |
| 13  | Лицитација                 | 1965      | Јован Ристић               | Јарослав Абрамов                                                           |
| 14  | Вођа                       | 1967      | Јован Ристић               | Ежен Јонеско                                                               |
| 15  | 25-годишњица АВНОЈ-а       | 1968      | Јован Ристић               | Избор текстова: Јован Ристић                                               |